# Днестровка (Крым)
Днестро́вка (до 1948 года Асс-Найма́н; укр. Днестрівка; крымскотат. As Nayman, Ас Найман) — исчезнувший посёлок в Джанкойском районе Республики Крым, располагавшееся на крайнем северо-западе района, в степной части Крыма, на берегу озера Айгульское, примерно в 4 километрах к северо-западу от современного села Томашевка.

## История
Судя по доступным историческим документам, Днестровка существовала на месте старинного селения Ас, первое документальное упоминание которого встречается в Камеральном Описании Крыма… 1784 года, судя по которому, в последний период Крымского ханства Ас входил в Сакал кадылык Перекопского каймаканства. После присоединения Крыма к России (8) 19 апреля 1783 года, (8) 19 февраля 1784 года, именным указом Екатерины II сенату, на территории бывшего Крымского Ханства была образована Таврическая область и деревня была приписана к Перекопскому уезду. После Павловских реформ, с 1796 по 1802 год, входила в Перекопский уезд Новороссийской губернии. По новому административному делению, после создания 8 (20) октября 1802 года Таврической губернии, Ас был включён в состав Джанайской волости Перекопского уезда.
По Ведомости о всех селениях в Перекопском уезде состоящих с показанием в которой волости сколько числом дворов и душ… от 21 октября 1805 года в деревне Ас числилось 7 дворов, 55 крымских татар и 5 ясыров. На военно-топографической карте генерал-майора Мухина 1817 года деревня обозначена с 6 дворами . Затем, видимо, вследствие эмиграции крымских татар в Турцию, деревня опустела и в «Ведомости о казённых волостях Таврической губернии 1829 года», в составе Джанайской волости Ас значится, как разорённая деревня; также, на карте 1842 года обозначены развалины.
В 1860-х годах, после земской реформы Александра II, деревню включили в состав Бурлак-Таминской волости. По обследованиям профессора А. Н. Козловского начала 1860-х годов, в селении «… нет ни колодцев, ни запруд, ни проточных вод», имелись только копани (выкопанная на месте с близким залеганием грунтовых вод яма) глубиной от 3 до 5 саженей (от 6 до 10 м) с солоноватой водой, которая «высыхает совершенно в сухое время». В дальнейшем в доступных источниках XIX века не встречается.
Немецкий лютеранский хутор Реймера Асс-Найман, названый по предыдущему селению, Асс, был основан в конце XIX века. Сохранился документ о выдаче ссуды неким Шелухину, Калянову, Гепферту, Фрейтагу и др под залог имения при участке с деревней Ас-Найман от 1895 года. По «…Памятной книжке Таврической губернии на 1900 год» на хуторе Асс-Найман Воинской волости Перекопского уезда числилось 34 жителя в 1 дворе. По Статистическому справочнику Таврической губернии. Ч.II-я. Статистический очерк, выпуск пятый Перекопский уезд, 1915 год, на хуторе Асс-Найман (Реймера) Воинской волости Перекопского уезда числилось 2 двора с немецким населением в количестве 11 человек приписных жителей и 20 — «посторонних», из которых 20 мужчин и 11 женщин. При хуторе числилось 807 десятин удобной земли. В хозяйстве имелось 30 лошадей и 3 головы мелкого скота.
После установления в Крыму Советской власти, по постановлению Крымревкома от 8 января 1921 года № 206 «Об изменении административных границ» была упразднена волостная система, Перекопский уезд переименовали в Джанкойский, в котором был образован Ишуньский район, в состав которого включили село, а в 1922 году уезды получили название округов. 11 октября 1923 года, согласно постановлению ВЦИК, в административное деление Крымской АССР были внесены изменения, в результате которых округа были отменены, Ишуньский район упразднён и село вошло в состав Джанкойского района. Согласно Списку населённых пунктов Крымской АССР по Всесоюзной переписи 17 декабря 1926 года, на хуторе Асс-Найман, центре упразднённого к 1940 году Асс-Найманского сельсовета Джанкойского района, числилось 22 двора, все крестьянские, население составляло 113 человек, из них 41 русский, 35 немцев, 28 украинцев и 9 греков. Постановлением ВЦИК от 30 октября 1930 года был восстановлен Ишуньский район и село, вместе с сельсоветом, включили в его состав. Постановлением Центрального исполнительного комитета Крымской АССР от 26 января 1938 года Ишуньский район был ликвидирован и создан Красноперекопский район с центром в поселке Армянск. На подробной карте РККА северного Крыма 1941 года в Асс-Наймане (он же отделение совхоза «Кирк-Ишунь») отмечено 4 двора. Вскоре после начала Великой Отечественной войны, 18 августа 1941 года крымские немцы были выселены, сначала в Ставропольский край, а затем в Сибирь и северный Казахстан.
С 25 июня 1946 года селение в составе Крымской области РСФСР. Указом Президиума Верховного Совета РСФСР от 18 мая 1948 года, Асс-Найман переименовали в Днестровку. 26 апреля 1954 года Крымская область была передана из состава РСФСР в состав УССР. Время переподчинения Джанкойскому району и включения в Целинный сельсовет пока не установлено: на 15 июня 1960 года посёлок уже числился в его составе. Упразднено между 1 июня 1977 года (на эту дату село ещё числилось в составе Целинного сельсовета) и 1985 годом (в перечнях административно-территориальных изменений после этой даты не упоминается).